# Cuachiquiapa
Cuachiquiapa är en ort i Mexiko.   Den ligger i kommunen Huejutla de Reyes och delstaten Hidalgo, i den sydöstra delen av landet, 190 km norr om huvudstaden Mexico City. Cuachiquiapa ligger 306 meter över havet och antalet invånare är 198.
Terrängen runt Cuachiquiapa är varierad. Runt Cuachiquiapa är det ganska tätbefolkat, med 86 invånare per kvadratkilometer. Närmaste större samhälle är Huejutla de Reyes, 17,3 km öster om Cuachiquiapa. I omgivningarna runt Cuachiquiapa växer i huvudsak städsegrön lövskog.